# Kiliansplatz (Heilbronn)

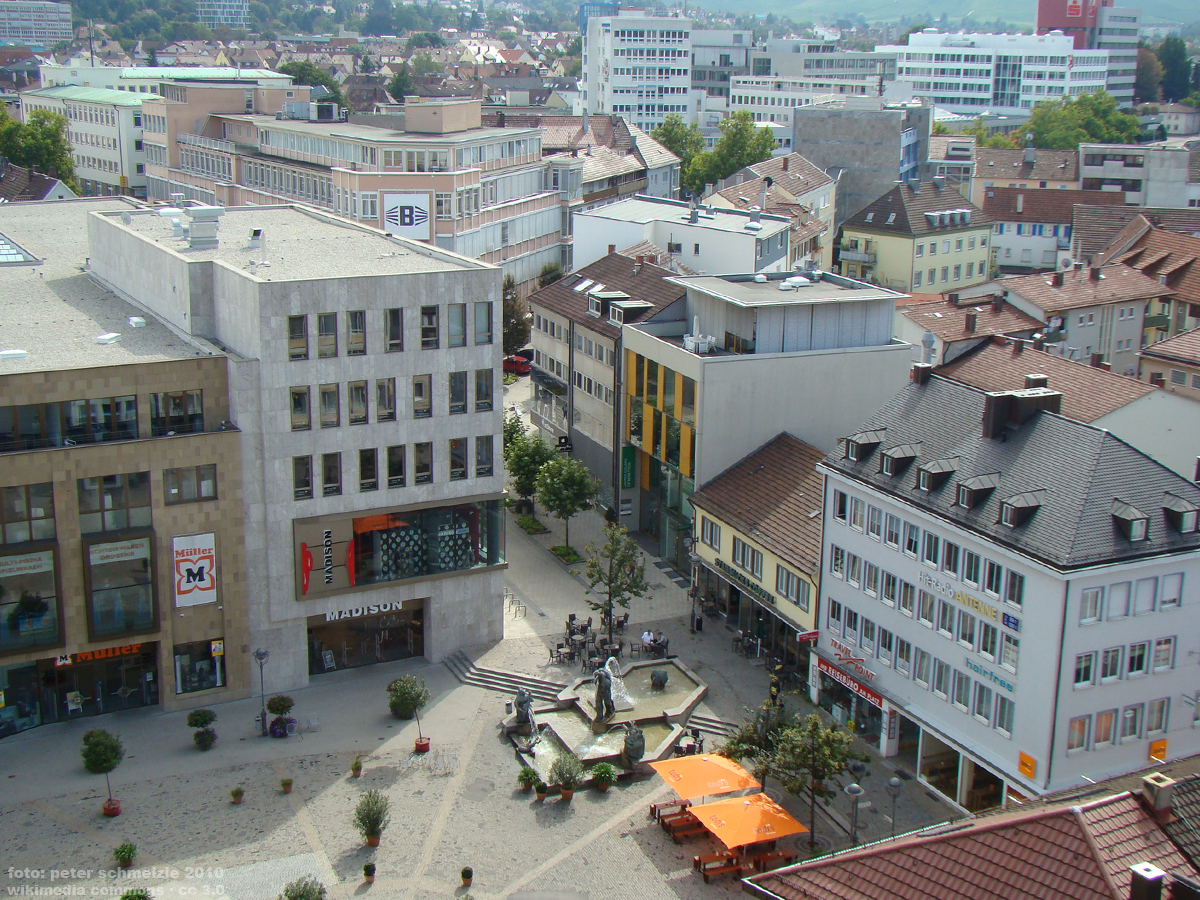
Blick von der Kilianskirche auf den Kiliansplatz mit dem Komödiantenbrunnen

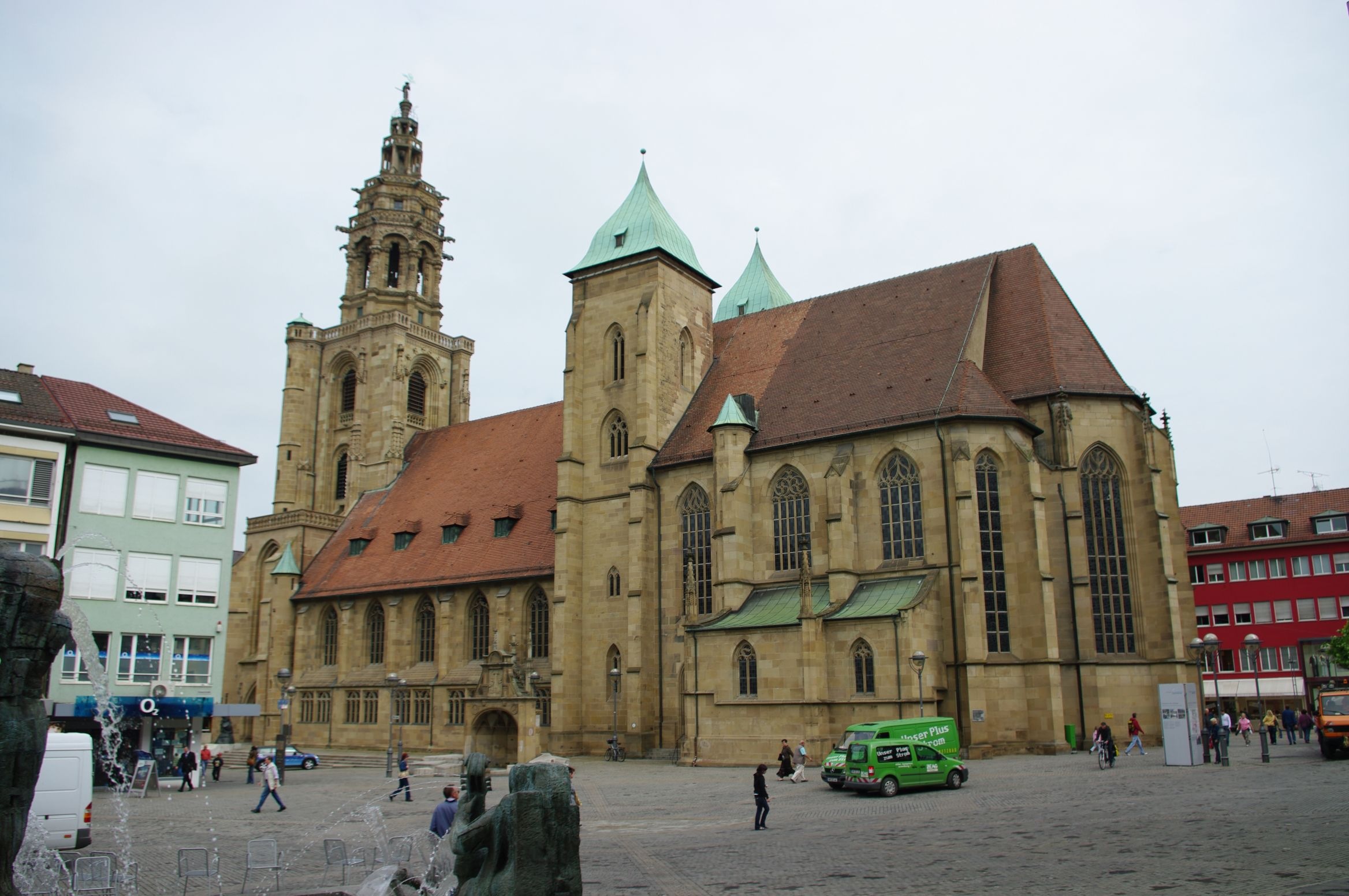
Blick vom Komödiantenbrunnen zur Kilianskirche

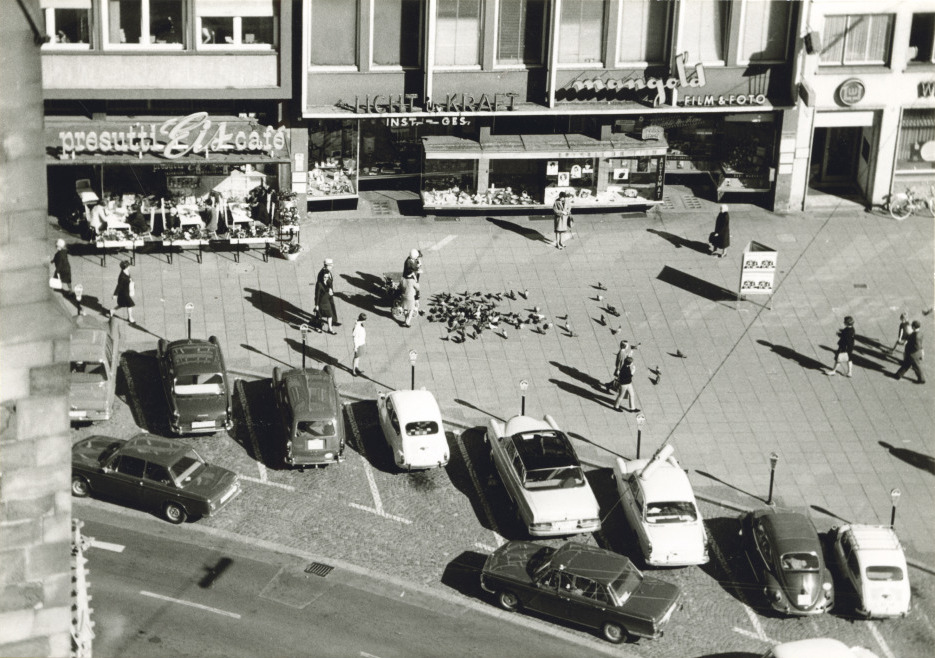
Der Kiliansplatz 1967

Der Kiliansplatz ist ein zentraler Platz in der Heilbronner Innenstadt. Er ist nach der benachbarten Kilianskirche benannt und trägt seinen Namen seit 1835; zeitweise wurde allerdings auch die Form „Kilianplatz“ verwendet.

## Geschichte
An der Kreuzung der Fleiner, Sülmer- und Kramstraße wurde gegenüber dem Chor der Kilianskirche im Jahr 1834 eine Anlage geschaffen, die bald als Kiliansplatz bezeichnet wurde und diesen Namen seit 1835 auch offiziell trägt. Als 1897 mit dem Durchbruch der neuen Kaiserstraße zur Allee eine Verkehrsachse in Ostwestrichtung entstand, die von der Straßenbahn befahren wurde, gewann der Kiliansplatz als Verkehrsknotenpunkt einige Bedeutung, die er erst mit Einführung der Fußgängerzonen wieder verlor. 1988 erfolgte eine Umgestaltung des Platzes. Er ist heute Teil der Heilbronner Fußgängerzone und wird für Feste und Veranstaltungen genutzt.

## Bebauung
Einige historische Gebäude wie etwa die Weinwirtschaft des Bäckers David Gräßle, in der die Gräßle-Gesellschaft zu tagen pflegte, wurden im Vorfeld des Durchbruchs der Kaiserstraße zur Allee ab 1894 abgerissen. Die danach noch verbliebene, meist gründerzeitliche Bebauung wurde bei den Luftangriffen auf Heilbronn im Zweiten Weltkrieg zerstört, so dass der Platz heute, abgesehen von der wieder aufgebauten Kilianskirche, von relativ jungen Gebäuden umgeben ist. In der Zeit vor dem Zweiten Weltkrieg war der Kiliansplatz ein beliebtes Motiv auf Ansichtskarten etc.

## Brunnen
Auf dem Kiliansplatz befindet sich der Komödiantenbrunnen, den Eberhard Linke 1996 schuf. Der historische Siebenröhrenbrunnen an der Kilianskirche wird zur Kirchbrunnengasse gerechnet.